# Радигалес, Энрике
Энрике Радигалес (исп. Enrique Radigales; род. 1970, Сарагоса, Испания) — современный испанский художник.
Получил образование в известной «эскола массана» в Барселоне (Еscola Massana de Barcelona) и закончил Политехнический Университет Барселоны. Живёт и работает в Мадриде.

## Творчество
Используя HTML-программирование, видео, фотографию и цифровые или аналогичные методы рисования, его работа исследует границы между цифровым и физическим миром, чтобы показать более диффундирующее поле, где технологический прогресс ставится под сомнение как отражение экономической и социальной эволюции.

## Bыставки

### Персональные выставки
- 2010 Contain the painting — в галерее Antonia Puyó. Сарагоса, Испания
- 2010 Dossier: Plug&Pray. Intervenciones — Casa Encendida, Мадрид, Испания
- 2009 Wall Source в галерее Formato Cómodo, Мадрид, Испания
- 2009 Enrique Radigales: idealword.org — MIS — Museu da Imagem e do Som, Сан Паулу, Бразилия
- 2009 Boombox — Cervantes Institute of Burdeos, Бурдо, Франция
- 2008 Ruina y paisaje — CDAN Center of Art and Nature, Beulas Fundation, Уэска, Испания
- 2007 Tecnología lenta — Antonia Puyó Galery, Сарагоса, Испания

### Коллективные выставки
- 2011 14 Media Art Biennal WRO 2011 Alternative Now — Вроцлав, Польша
- 2011 Reproduction, Repetition and Rebelion — Center for Graphic Art and Visual Researches AKADEMIJA, Белград. Сербия
- 2011 Horizonte Vazado: artistas latinoamericanos en el filo — Cervantes Institute, Сан Паулу, Бразилия
- 2010 Nulla dies sine linea — Freies Museum, Берлин. Германия
- 2010 Electrohype 2010 — Ystads Konstmuseum, Истад, Швеция
- 2010 Arsenal — в галерее Baró, Сан Паулу, Бразилия
- 2009 Video in Foco/Photo in Foco — в галерее Baró Cruz, Сан Паулу, Бразилия
- 2009 Secuencias — в галерее Antonia Puyó, Сарагоса, Испания
- 2008 Urban Jealousy — the 1st International Roaming Biennial of Tehran — International Roaming Biennial of Tehran, Тегеран, Иран
- 2006 BCN Producció ’06 — Institut de Cultura de Barcelona, La Capella, Барселона, Испания
- 2004 El 6to Salón Pirelli de Jóvenes Artistas Digitales — MACCSI Museo Arte Contemporáneo de Caracas Sofía Imber, Каракас, Венесуэла
- 2001 Habitaciones — в галерее Lausin & Blasco, Сарагоса, Испания